# 小貫 (掛川市)
小貫（おぬき）は、静岡県掛川市にある大字。

## 地理

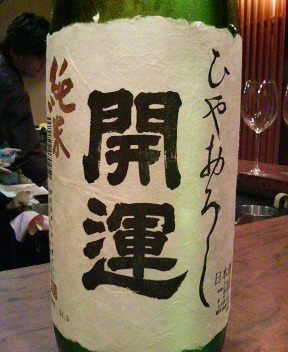
土井酒造場の「開運 ひやおろし 純米」

静岡県掛川市の南部に位置する。合併前の旧大東町においては北東部に位置していた。北西から南東にかけて細長い形状の大字である。佐束山の山麓に位置しており、北西から中央にかけての多くを山林が占め、茶畑が点在している。中央から南東にかけては平地が形成されており、水田が広がるとともに人家や商店、企業なども集まっている。掛川市立佐束小学校や掛川市立佐束幼稚園など文教施設も多い。北西から南東に向かって小貫川が流れており、北から南に向かって流れている佐束川に合流している。また、北西には掛川カントリークラブが設置されており、大きな面積を占めている。
集落としては、隣接する大字である高瀬の南の一部や中方の北の一部も含めてともに「小貫」を構成している。集落は地縁血縁等の繋がりや歴史的経緯によって形成されるため、大字とは範囲が異なっているためである。
掛川市の自治区としては、集落としての小貫は単独で小貫区を形成している。そのため、自治区としての小貫区の範囲は、大字として「小貫」と住所表記される範囲とは異なっている。掛川市では大字別の人口と自治区別の人口を公表しているが、前述の理由により大字としての小貫と自治区としての小貫区とでは人口に差異が生じる。

### 山岳
- 佐束山

### 河川
- 佐束川
- 小貫川

### 湖沼
- 尾沢池

## 歴史

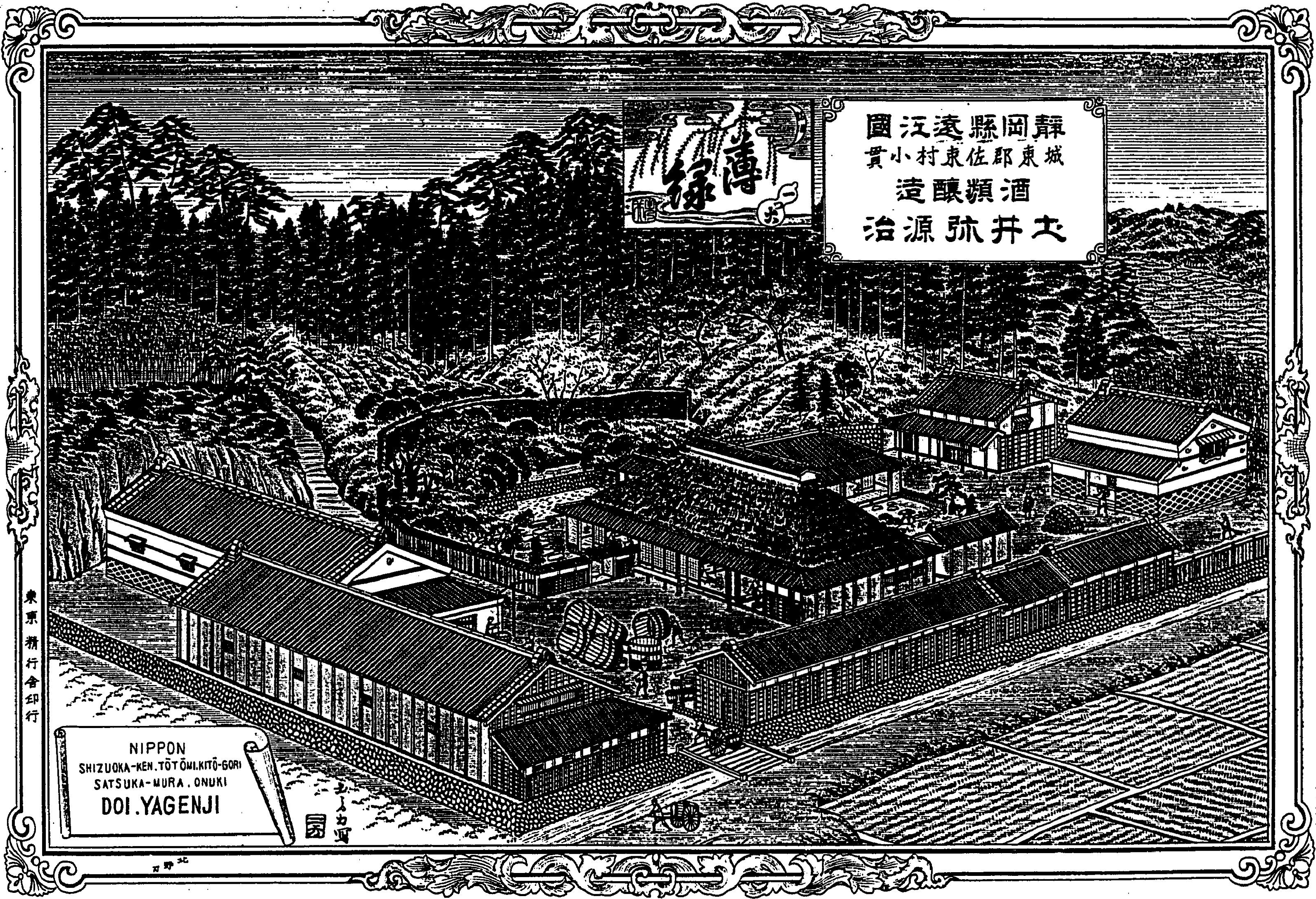
1892年に発行された『日本博覧圖――靜岡縣』初篇に掲載された銅版画。土井酒造場の全景を描いている

小貫と呼ばれている地は、かつては遠江国城東郡狭束郷に属しており、もともとは自然村である佐束村の一部であった。その後、佐束村は高瀬村、小貫村、中方村の3村に分割されることになり、寛永2年に小貫村が成立した。小貫村は、当初は横須賀藩領であったが、天和2年に幕府領となり、貞享年間に旗本の室賀氏領となった。内山真龍の『遠江国風土記伝』によれば、当時の小貫村の石高は520石4斗9升9合であったとされる。農業が盛んであり、米をはじめとする五穀、蕎麦、胡麻、牛蒡、蕗、萵苣、藍、木綿などが栽培されていた。『角川日本地名大辞典』によれば、小貫村の鎮守は二ノ宮社とされている。明治元年には駿府藩領となり、明治2年には静岡藩領となった。この小貫村が、のちの小貫に該当する。
町村制が施行された1889年（明治22年）に高瀬村、小貫村、中方村は再び合併することになり、佐束村が設置された。その際に従来の自然村は大字とされることになり、佐束村の大字として小貫が設置された。さらに佐束村は土方村と合併することになり、この地は1955年（昭和30年）1月より城東村の一部となった。1968年（昭和43年）4月1日、高瀬と小貫の2集落により構成される自治区として上佐束区が設置された。さらに大浜町と城東村が合併し、1973年（昭和48年）4月よりこの地は大東町の一部となった。のちに大東町が掛川市、大須賀町と合併することになり、2005年（平成17年）4月よりこの地は掛川市の一部となった。2006年（平成18年）4月より旧佐束村では各集落ごとに単独の自治区を形成することになり、小貫区などの自治区が発足した。

### 沿革

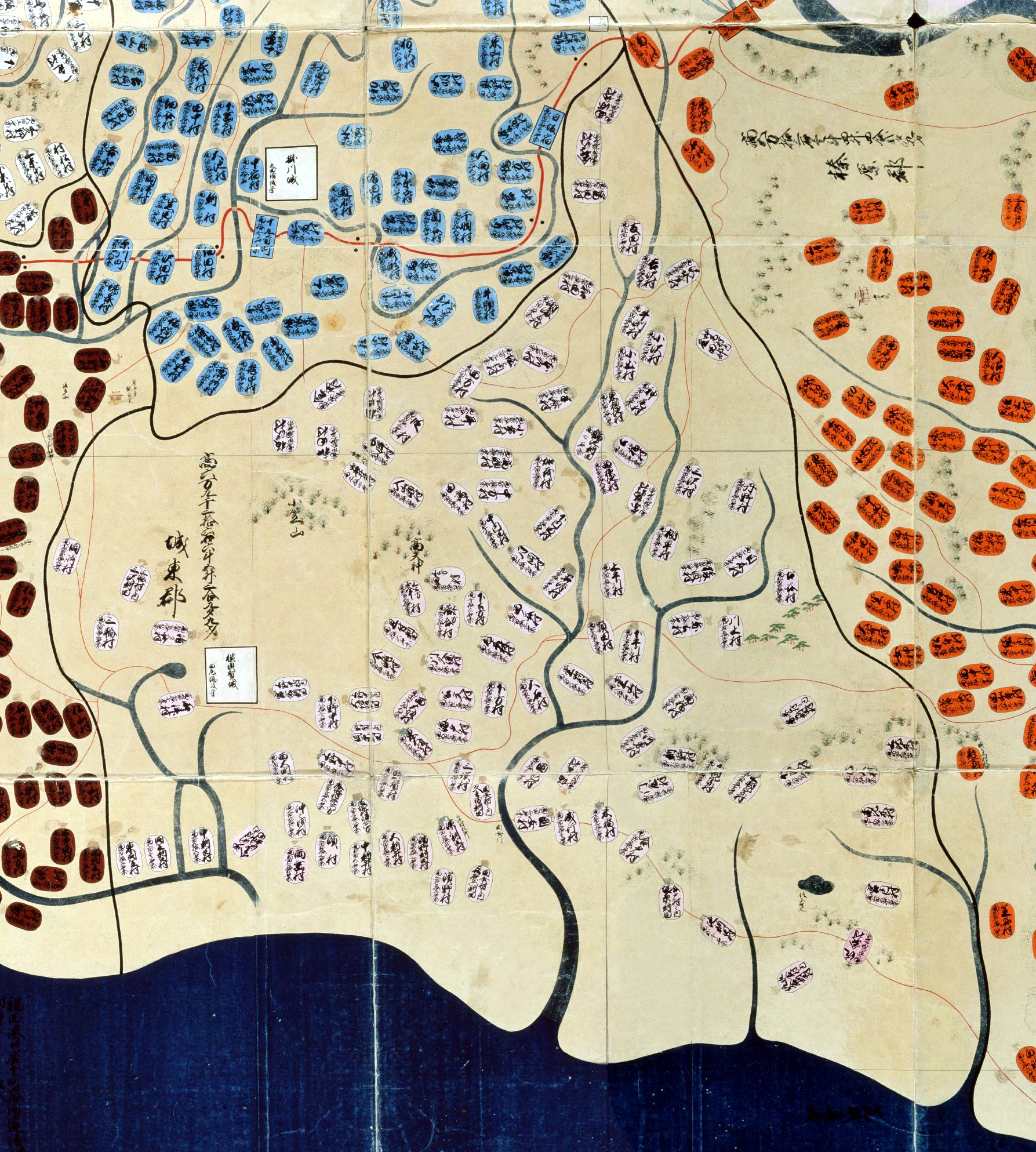
江戸時代に描かれた「遠江國」（『天保國繪圖』天保9年）。城東郡の村は薄桃色で示されており「小貫村」がみえる

- 寛永2年 - 遠江国城東郡佐束村を分割し、高瀬村、小貫村、中方村を設置。
- 1871年 - 城東郡が静岡県に移管。
- 1871年 - 城東郡が浜松県に移管。
- 1876年 - 城東郡が静岡県に移管。
- 1889年 - 静岡県城東郡高瀬村、小貫村、中方村が合併して佐束村を設置。佐束村の大字として小貫を設置[8][9]。
- 1896年 - 静岡県佐野郡、城東郡が合併して小笠郡を設置。
- 1955年 - 静岡県小笠郡佐束村、土方村が合併して城東村を設置。
- 1973年 - 静岡県小笠郡大浜町、城東村が合併して大東町を設置。
- 2005年 - 静岡県掛川市、小笠郡大東町、大須賀町が合併して掛川市を設置。

## 世帯数と人口
2024年（令和6年）11月末日現在の世帯数と人口は以下の通りである。
| 大字 | 世帯数  | 人口  |
| ---- | ------- | ----- |
| 小貫 | 200世帯 | 461人 |

## 事業所
2021年（令和3年）現在の事業所数と従業員数は以下の通りである。
| 大字 | 事業所数 | 従業員数 |
| ---- | -------- | -------- |
| 小貫 | 17事業所 | 157人    |

## 小・中学校の学区

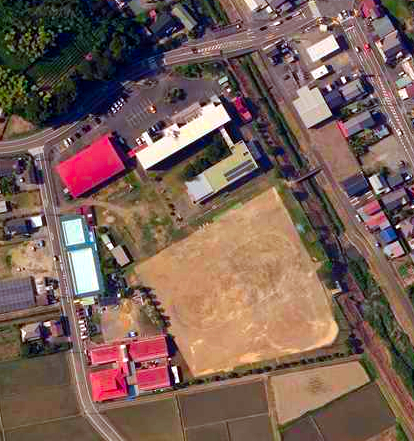
掛川市立佐束小学校の航空写真

公立小・中学校に通う場合、学区は以下の通りとなる。
| 番地 | 小学校             | 中学校             |
| ---- | ------------------ | ------------------ |
| 全域 | 掛川市立佐束小学校 | 掛川市立城東中学校 |

## 交通

### バス
- しずてつ掛川大東浜岡線 - 井崎停留所、小貫停留所

### 道路
- 静岡県道38号掛川大東線
- 静岡県道79号吉田大東線
- 静岡県道247号中方千浜線

## 施設

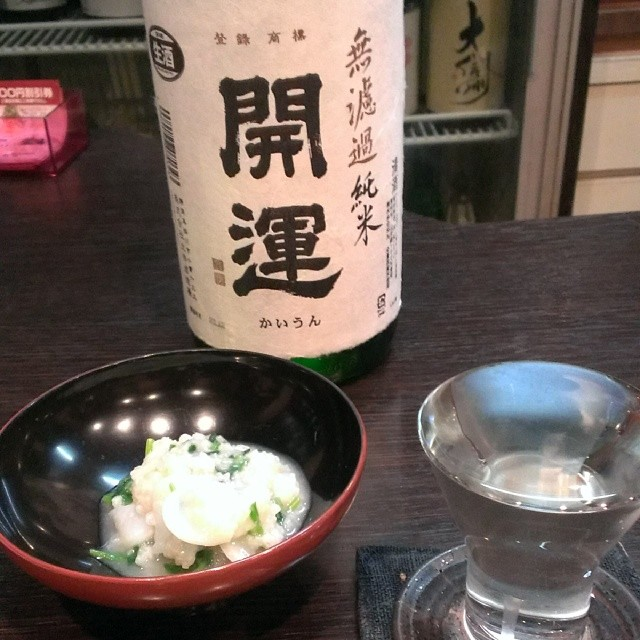
土井酒造場の「開運 無濾過純米」（奥）

- 小貫公会堂[13]
- 掛川市立佐束小学校[14]
- 佐束小学童保育所[15]
- 掛川カントリークラブ[16]
- いさき歯科医院[17]
- 二宮神社[18]
- 豊川稲荷神社
- 意正院[19]
- 浮島堂
- 一般社団法人小貫報徳社[20]
- 株式会社土井酒造場[21]

## 史跡
- 能ヶ坂砦

## その他

### 郵便
- 郵便番号：437-1407[4]（集配局：遠江大東郵便局）

### 警察
警察の管轄区域は以下の通りである。
| 番地 | 警察署     | 交番・駐在所 |
| ---- | ---------- | ------------ |
| 全域 | 掛川警察署 | 大東交番     |

### 消防
消防の管轄区域は以下の通りである。
| 番地 | 消防署・分署 | 消防団分団   |
| ---- | ------------ | ------------ |
| 全域 | 南消防署     | 大東第五分団 |

### 自衛隊
陸上自衛隊の管轄区域は以下の通りである。
| 番地 | 方面隊     | 師団・旅団 | 部隊               |
| ---- | ---------- | ---------- | ------------------ |
| 全域 | 東部方面隊 | 第一師団   | 第三十四普通科連隊 |

### 註釈
1. ↑  今日では「日本博覧図」と表記するのが一般的であるが、1892年に発行された『日本博覧圖――靜岡縣』初篇では「日本博覧圖」との表記を用いているため、同書に関する出典表記はそれに倣った。
2. ↑  今日では「遠江国風土記伝」と表記するのが一般的であるが、1900年に発行された『逺江國風圡記傳』では「逺江國風圡記傳」との表記を用いているため、同書に関する出典表記はそれに倣った。